# Trailer Park Boys
Trailer Park Boys er en canadisk mockumentary komedieserie skabt af Mike Clattenburg.

## Handling
Trailer Park Boys foregår i den canadiske trailerpark Sunnyvale i Nova Scotia og følger de tre venner Ricky, Julian og Bubbles i deres forsøg på at skaffe penge til at ryge hash, drikke sprut og drive den af. Men gang på gang bliver de trodset af deres ærkefjende, Jim Lahey, Sunnyvale Trailer Parks inspektør og dennes assistent og elsker Randy.

## Karakterer
- Ricky (Robb Wells)
- Julian (John Paul Tremblay)
- Bubbles (Mike Smith)
- Jim Lahey (John Dunsworth)
- Randy (Patrick Roach)
- J-Roc (Jonathan Torrens)
- Cory og Trevor (Cory Bowles og Michael Jackson)
- Ray (Barrie Dunn)
- Lucy (Lucy Decoutere)
- Sarah (Sarah E. Dunsworth)
- Barbara Lahey (Shelley Thompson)
- Trinity (Jeanna Harrison-Steinhart)

## Oprindelse
Instruktør og skaber af serien Mike Clattenburg lavede i 1995 en ti minutters kortfilm, The Cart Boy, om en mand der lever af at stjæle indkøbsvogne fra det lokale indkøbscenters parkeringsplads. Cart Boy blev spillet af Mike Smith og var den figur der senere skulle blive til Bubbles. Også skuespillerne Robb Wells og John Paul Tremblay var med i Cart Boy, men portræterede to centervagter i stedet for deres senere forbryderiske personaer.
I 1999 instruerede Mike Clattenburg en film kaldet Trailer Park Boys i sort-hvid. Filmen handlede om de to småforbrydere Ricky (Robb Wells) og Julian (John Paul Tremblay), der bliver fulgt af et kamerahold for at få deres liv dokumenterede. Filmen var med til at etablere en tidlig version af det univers hvor Trailer Park Boys-serien senere fandt sted, med mange af de samme figurer.

## Stil
Trailer Park Boys er optaget som en dokumentar, en såkaldt mockumentary. Figurerne i trailerparken kender til kameraholdets eksistens og på denne måde lægger Trailer Park Boys sig op ad lignende mockumentaries som The Office og Team Easy On. Som i de andre serier forsøger figurerne forgæves at ændre adfærd foran kameraerne og ofte bliver kameraholdet en uvillig deltager i handlingen. Illusionen om at det i virkeligheden er en dokumentar og at figurerne er rigtige har betydet at skuespillerne har optrådt som deres karakterer ved offentlige arrangementer og talk shows m.m.

## Improvisation
Manuskripterne for de enkelte episoder fungerede mere som guidelines for skuespillerne til handlingsforløbet, ligesom i lignende serier som Curb Your Enthusiasm og den amerikanske udgave af The Office. I stedet lod man det være op til de enkelte skuespillere hvordan og hvilke replikker der optrådte. Dette betød at skuespillere i biroller fik chancen for at markere sig, hvilket gjorde at figuren Bubbles (Mike Smith) hurtigt avancerede fra birolle til en af de tre hovedroller.